# Басой
Басой — покинутый аул в Шаройском районе Чеченской Республики.

## География
Расположен на правом берегу реки Шароаргун, к юго-западу от районного центра Химой.
Ближайшие населённые пункты и развалины бывших аулов: на северо-западе — бывший аул Эльтыаул и село Цеси, на северо-востоке — село Кири бывший аул Ханкали, на юго-западе — село Химой и бывший аул Гезика, на юго-востоке — бывшие аулы Умарджело и Кататлы.